# Stictoptera polysticta
Stictoptera polysticta är en fjärilsart som beskrevs av Louis Beethoven Prout 1924. Stictoptera polysticta ingår i släktet Stictoptera och familjen nattflyn. Inga underarter finns listade i Catalogue of Life.